# Benjamin Teske
Benjamin Teske (* 1983 in Aschaffenburg) ist ein deutscher Filmregisseur und Drehbuchautor.

## Leben
2006 begann er sein Studium für audiovisuelle Medien an der damaligen Technischen Fachhochschule Berlin (jetzt Berliner Hochschule für Technik), wo er auch seine erste Regiearbeit, einen Kurzfilm mit dem Titel Try a Little Tenderness nach der Vorlage Un peu de tendresse des französischen Autors Martin Page mit Cosma Shiva Hagen und Adolfo Assor in den Hauptrollen drehte. Dieser Film wurde für den deutschen Nachwuchsfilmpreis 2009 nominiert.
Im Zuge der Plagiatsdiskussion um das Werk Helene Hegemanns entdeckte er auf einen Hinweis hin „frappierende Ähnlichkeiten“ zwischen seinem Kurzfilm Try a Little Tenderness und der in Vice abgedruckten Kurzgeschichte Hegemanns Die Spiegelung meines Gesichts in der Erschaffung der Welt. Sein Film lief 2009 beim Festival des Max Ophüls Preis in Saarbrücken, an dem auch Hegemann teilnahm. In einer E-Mail an das Magazin bat Hegemann vor der Veröffentlichung um eine Widmung an Teske. Dieser Bitte kam Vice jedoch nicht nach, weil man zum damaligen Zeitpunkt die Tragweite dieser Widmung nicht erkannte. Hegemann sah ihre „Anleihen“ als Hommage an den Film, was sie jedoch nicht davon abhielt, alle Schuld von sich zu weisen: „Da versucht jemand, auf den Zug aufzuspringen und von der Hetze gegen mich zu profitieren.“ Hingegen möchte Benjamin Teske lediglich, dass – wenn überhaupt – die Textvorlage Martin Pages gewürdigt wird.
Nach Try a Little Tenderness drehte er den Kurzfilm Rummel, der seine Uraufführung beim Filmfestival Max Ophüls Preis feierte, u. a. den Goldenen Reiter des Publikums beim Filmfest Dresden gewann und für den deutschen Nachwuchsfilmpreis 2011 nominiert wurde.
Von 2010 bis 2012 studierte er Regie im Masterstudiengang Film an der Hamburg Media School, wo er die beiden Kurzfilme Nachtbus und Stillstand realisierte. Sein Abschlussfilm Fliehkraft mit Sabin Tambrea in der Hauptrolle feierte 2013 seine Uraufführung im Wettbewerb Kurzfilm auf dem Filmfestival Max Ophüls Preis in Saarbrücken und gewann im selben Jahr den Studio Hamburg Nachwuchspreis als Bester Kurzfilm.
Teskes erster Langfilm, die durch Wüste Film produzierte Roadmovie-Tragikomödie Strawberry Bubblegums, feierte im September 2016 als Eröffnungsfilm des 23. Internationalen Filmfest Oldenburg Uraufführung und bescherte dem männlichen Hauptdarsteller André M. Hennicke den Seymour Cassel Award, den Preis als bester Schauspieler. Strawberry Bubblegums lief im Oktober 2016 auf dem 24. Filmfest Hamburg und hatte nach Aufführung im Berliner Kino Babylon dann seine Fernsehpremiere am 3. November 2016 im NDR Fernsehen.

## Filmografie
- 2009: Try a little tenderness (Drehbuch, Regie)
- 2010: Rummel (Drehbuch, Regie)
- 2011: Nachtbus (Regie)
- 2012: Stillstand (Regie)
- 2012: Die Essenz des Guten (Darsteller)
- 2013: Fliehkraft (Regie)
- 2016: August August – Mehr Einzige Lieben (Musikvideo, Regie)
- 2016: Strawberry Bubblegums (Regie)